# كنة هر (مقاطعة دالاهو)
كنة هر (بالفارسية: کنه هر) هي قرية تقع في قسم بيونيج الريفي (مقاطعة دالاهو) في إيران. يقدر عدد سكانها بـ 194 نسمة بحسب إحصاء 2016.